# Palt (Speise)

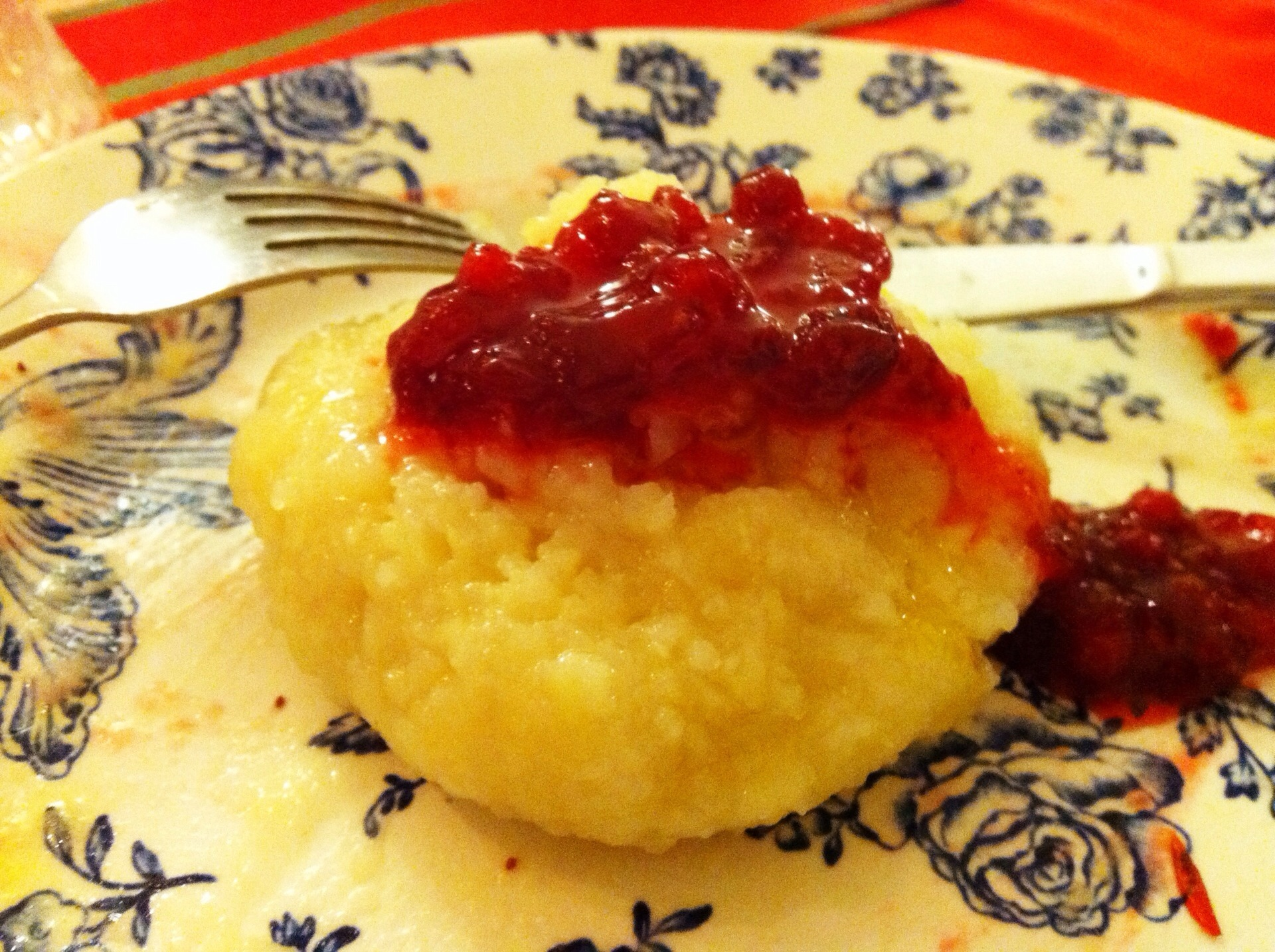
Palt mit Butter und Preiselbeermarmelade

Palt bezeichnet ein traditionelles schwedisches Gericht, das aus Kartoffelteig besteht, der mit Fleisch gefüllt wird. Das Gericht ist besonders im Norden Schwedens verbreitet und wird dort in vielen Variationen, oft aber mit aufgeschnittener Butter und Preiselbeersauce serviert.
Das Gericht stammt aus jener Zeit, als noch sämtliche landwirtschaftliche Erzeugnisse verarbeitet wurden, womit auch Variationen mit Tierblut bekannt sind, die Blodpalt bezeichnet werden. Eine weitere, besonders in Finnland verbreitete Variante ist Pitepalt, bei dem der Teig aus rohen Kartoffeln zubereitet wird, wie dies früher allgemein üblich war. Heute werden für den Teig eher vorgekochte Kartoffeln verwendet und die entstehenden Kartoffelklöße  auch Kroppkakor genannt.